# 湊茶臼山古墳
湊茶臼山古墳（みなとちゃうすやまこふん）は、岡山県岡山市中区湊にある古墳。形状は前方後円墳。史跡指定はされていない。

## 概要
岡山県南部、岡山市街地から東方の、旭川東岸の操山丘陵南部の山頂に築造された大型前方後円墳である。操山では本古墳のほかにも、金蔵山古墳（165メートル）・網浜茶臼山古墳（92メートル）などの古墳200基以上の分布が知られる。2008-2011年度（平成20-23年度）に発掘調査が実施されている。
墳形は前方後円形で、前方部を北東方向に向ける。墳丘は後円部で3段築成、前方部で2段築成。墳丘外表で葺石は認められていない。また前方部北側では方形壇（島状遺構）、前方部前端側では周堤状遺構が認められている。埋葬施設としては、中心的主体は欠くとみられ、副次的主体は木棺直葬（第1主体）・粘土槨（第2主体）の2基が認められる。出土品としては、円筒埴輪・朝顔形埴輪や、形象埴輪（家形・盾形・草摺形埴輪）、土師器、陶質土器（推定）、鉄鏃（第1主体より）などが検出されている。
築造時期は、古墳時代前期末-中期初頭の4世紀末-5世紀初頭頃と推定される。古墳の南側には海が広がることから、築造の背景には海上交通との関わりが推測される。しかし大型古墳ながら中心埋葬が存在しないと見られ、全体としても未完成の様相が強いことから、背景となる当時の社会情勢・古墳祭祀を考察するうえで重要視される古墳になる。

## 墳丘
墳丘の規模は次の通り。
- 墳丘長：約125メートル
- 後円部 - 3段築成。
  - 直径：約72メートル
  - 高さ：約11メートル
- 前方部 - 2段築成。
  - 幅：約60メートル
  - 高さ：約5メートル

墳丘周囲にはテラス状の段が巡らされており、この段を含む全長は約150メートルに及ぶ。

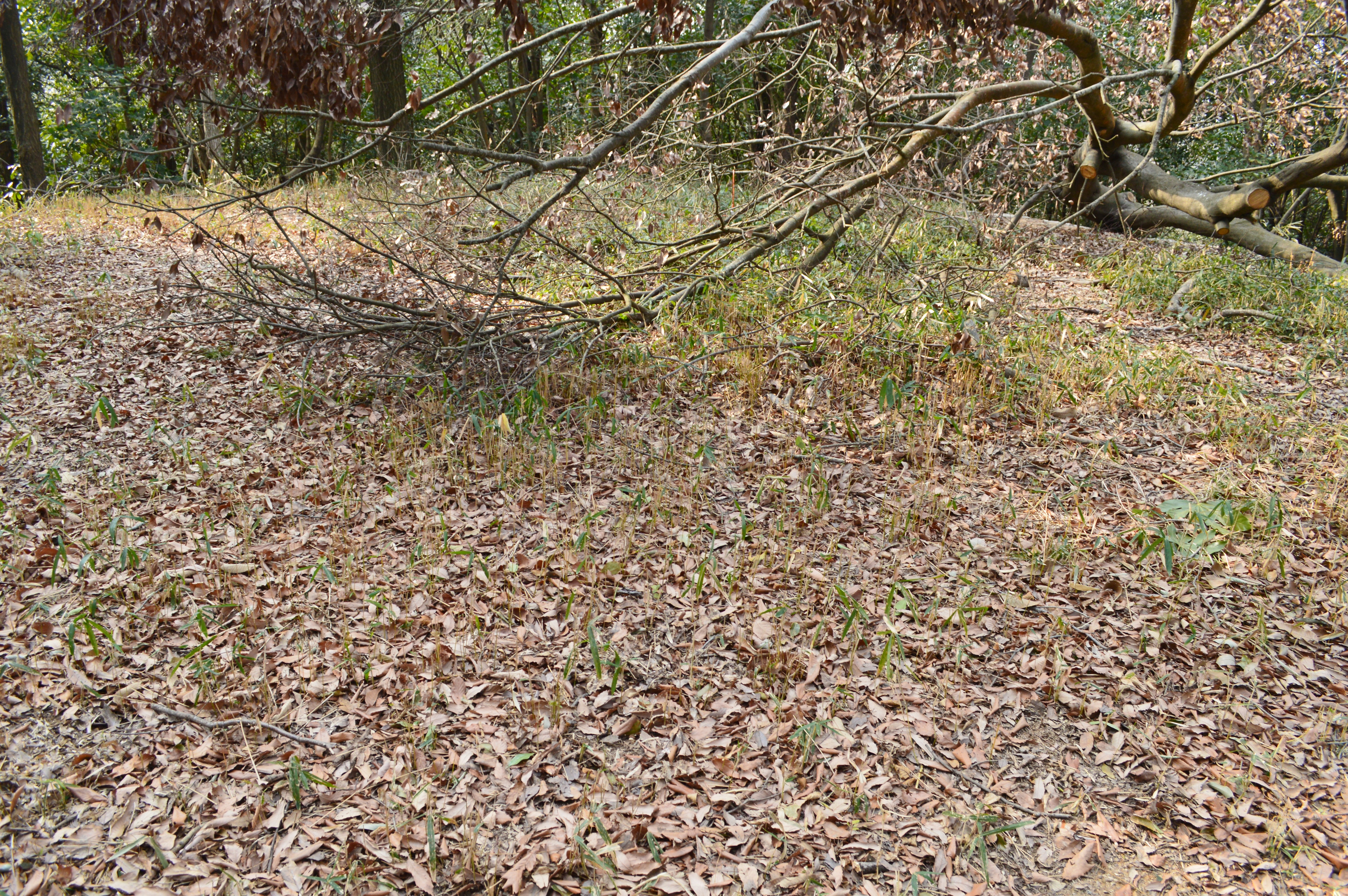
後円部墳頂
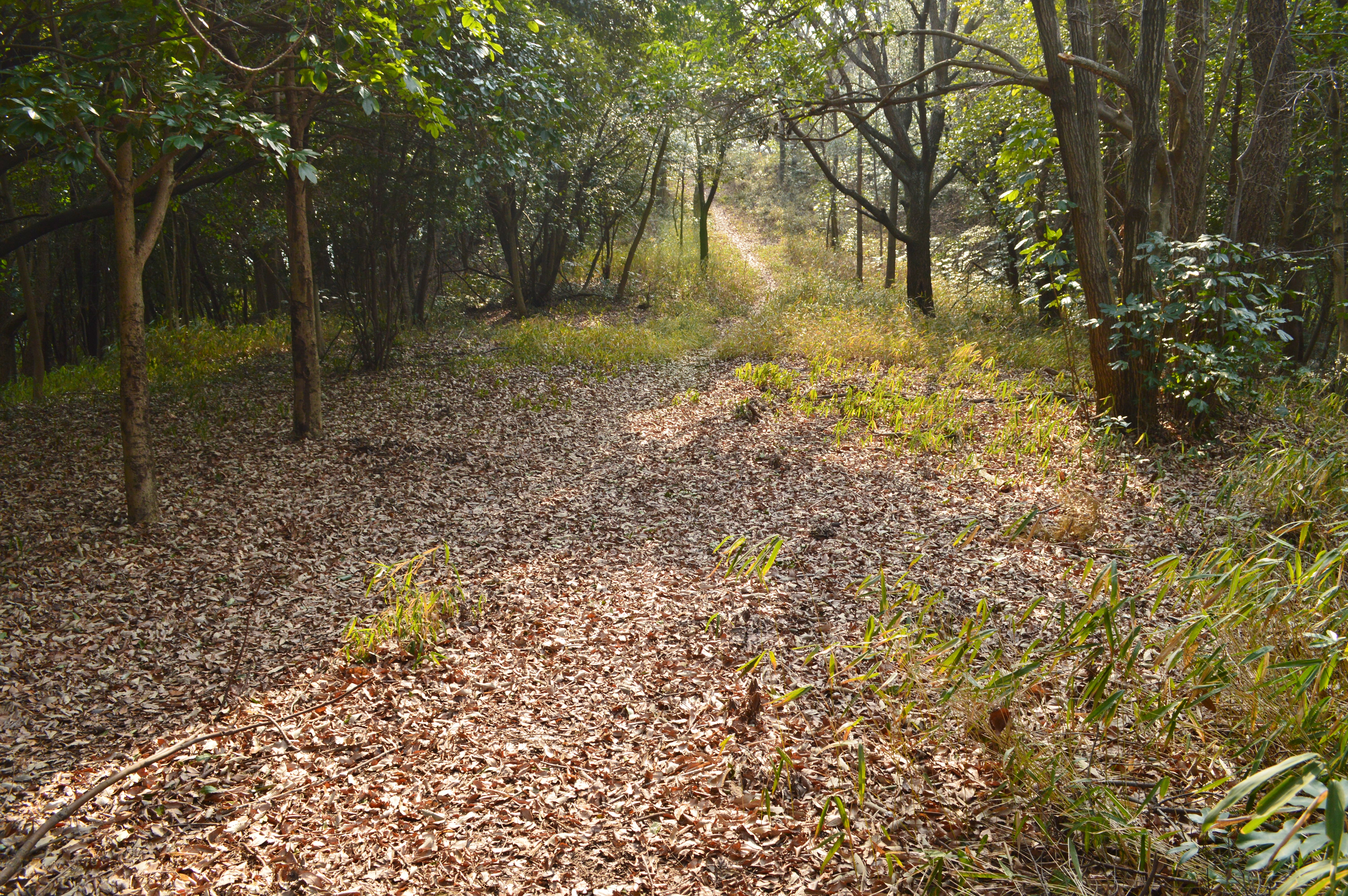
前方部から後円部を望む
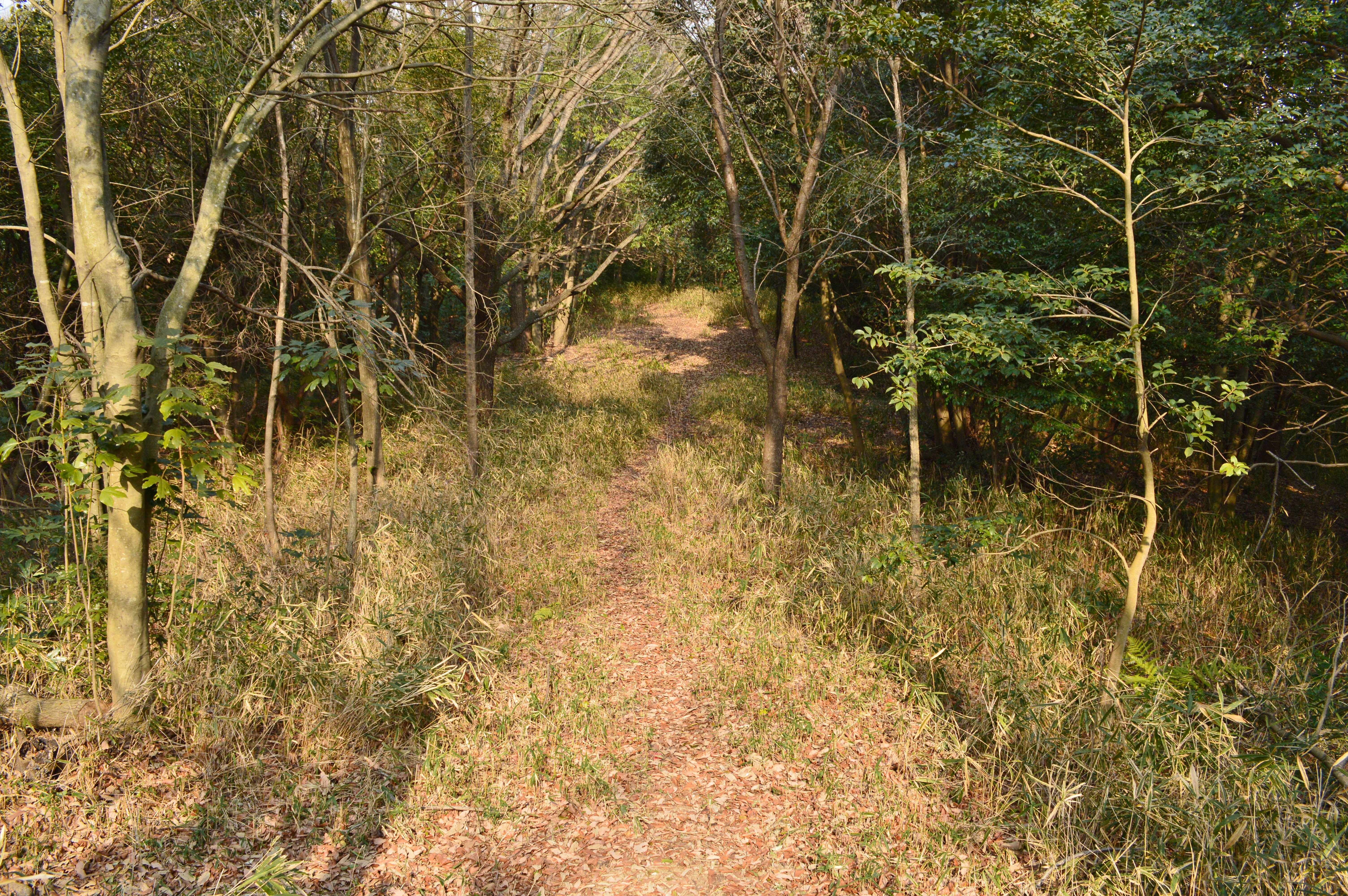
後円部から前方部を望む
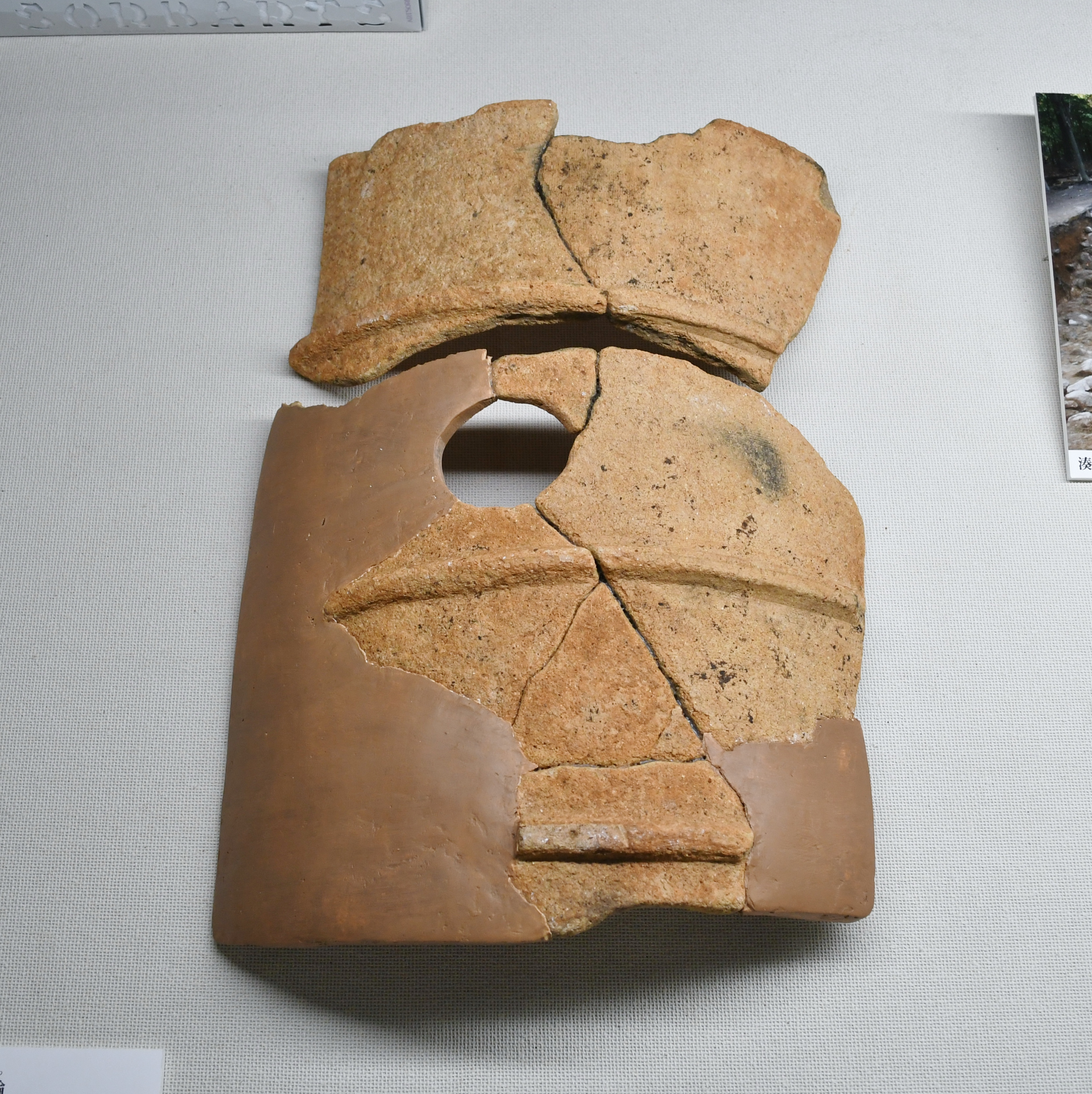
円筒埴輪 岡山シティミュージアム企画展示時に撮影。

## 埋葬施設

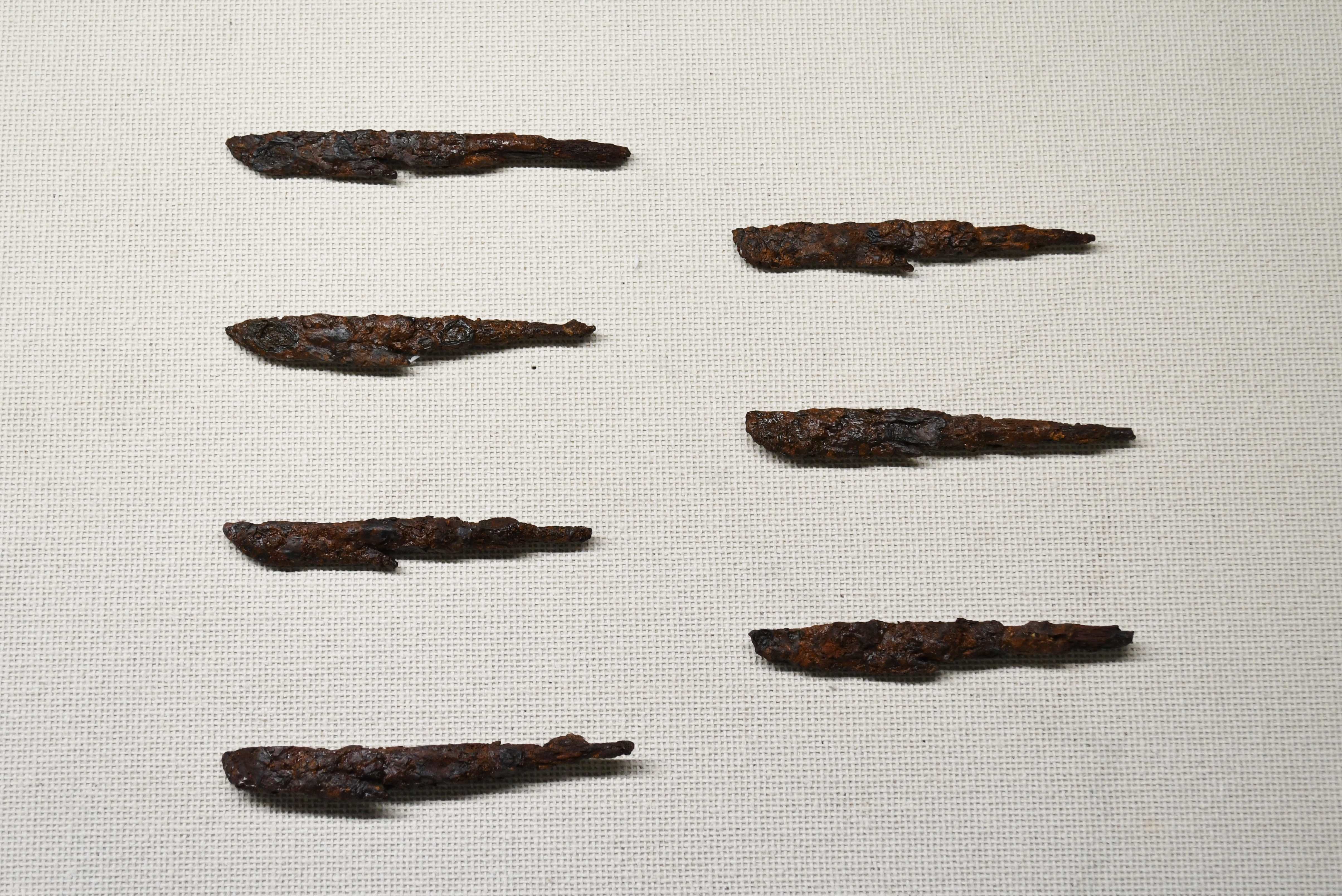
鉄鏃 岡山シティミュージアム企画展示時に撮影。

埋葬施設に関して、本古墳は中心的主体を欠くものと推測されている。これは、後円部墳頂の中央部において巨大な盗掘坑（直径約3.5メートル・深さ3.5メートル）が認められたものの施設の痕跡が全く検出されず、中央以外に設けられた埋葬施設2基（後述）も古墳規模には見合わないことによる。墳丘に葺石が無い点や、埴輪が少ない点においても、本古墳が未完成な様が指摘される。
中心的主体を欠く一方、後円部墳頂では副次的な埋葬施設2基が認められている。これらはいずれも墳丘主軸と平行するが、後円部中心からずれて位置する。第1主体は割竹形木棺（長さ4.5メートル・幅2メートル）の直葬で、第2主体は割竹形木棺が粘土で覆われた粘土槨（長さ7メートル・幅2メートル）になる。
- 鉄鏃
岡山シティミュージアム企画展示時に撮影。

## 関連文献
（記事執筆に使用していない関連文献）
- 岡山市教育委員会文化財課・岡山市埋蔵文化財センター 編『湊茶臼山古墳 範囲確認調査報告書』岡山市教育委員会、2013年。